# Rivolta degli strelizzi del 1698

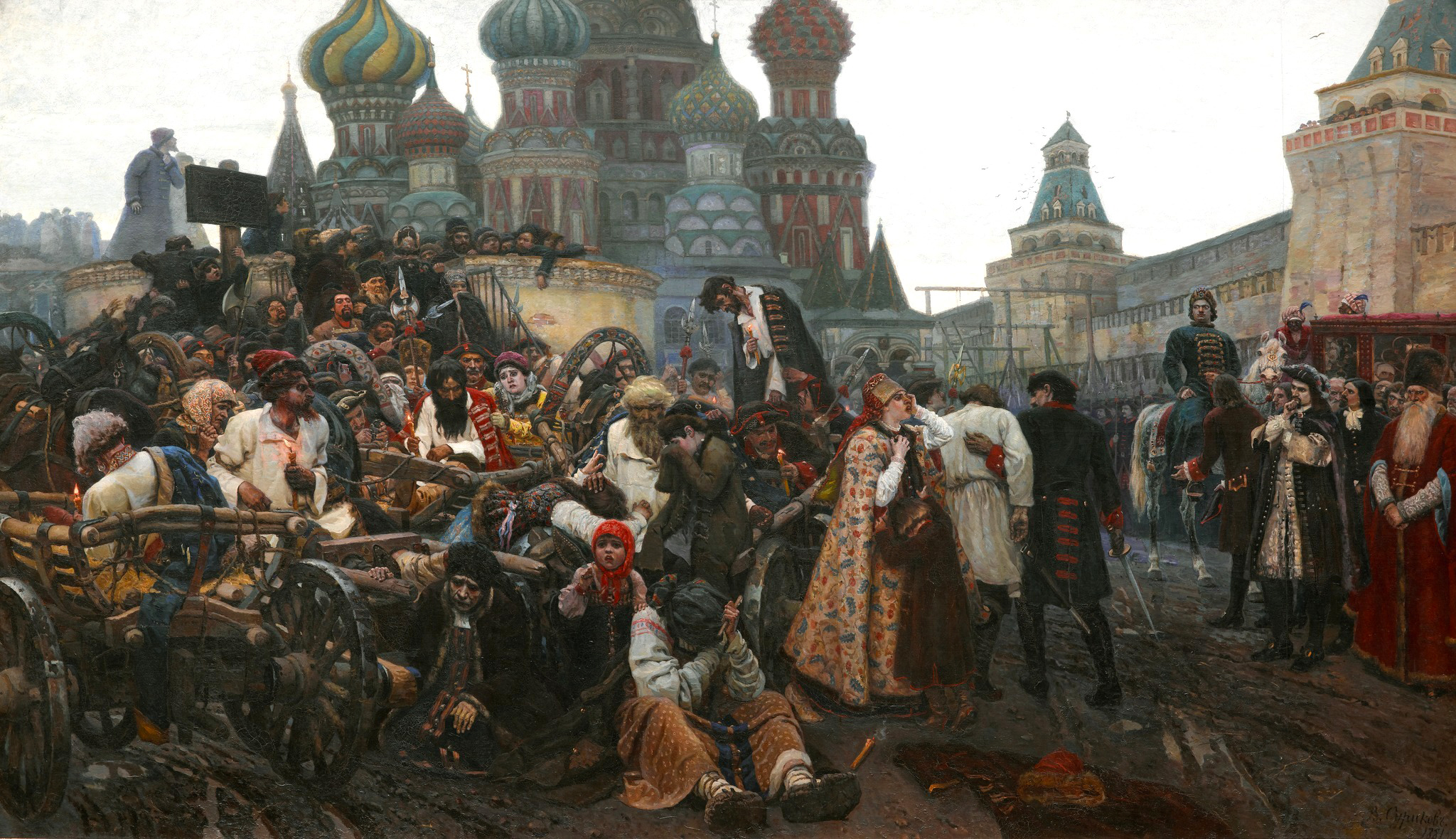
L'esecuzione degli strelizzi sulla Piazza Rossa di Vasilij Ivanovič Surikov (1848-1916)

La rivolta degli strelizzi del 1698 (in russo: Стрелецкий бунт, Streleckij bunt) fu un sollevamento dei reggimenti degli strelizzi, che ebbe luogo a Mosca nel 1698. Alcuni storici russi ritengono che questa sollevazione fu un movimento reazionario contro le innovazioni progressiste di Pietro il Grande. Altri l'hanno visto piuttosto come una sommossa contro il giogo della servitù della gleba ed i rigori del servizio militare.

## Origine della rivolta
Gli strelizzi di Mosca, che avevano partecipato alle campagne d'Azov di Pietro il Grande nel 1695 e 1696, erano stati lasciati di guarnigione ad Azov. Nel 1697, questi quattro reggimenti furono inviati improvvisamente a Velikie Luki anziché essere rimpatriati a Mosca. Durante questo viaggio, gli uomini soffrirono la fame e furono costretti a portare il loro equipaggiamento senza cavalli. Nel marzo 1698, 175 strelizzi disertarono per raggiungere Mosca e presentare un reclamo. Segretamente si misero in contatto con la zarina Sof'ja Alelseevna, ella stessa incarcerata presso il monastero di Novodevičij, nella speranza che potesse fare da mediatrice. Ma questo approccio non andò a buon fine ed i fuggitivi, furono rinviati ai loro reggimenti, il che provocò il malcontento generale.

## La sconfitta della ribellione
Il 6 giugno gli strelizzi destituirono i loro ufficiali, scelsero quattro rappresentanti per ogni reggimento e marciarono su Mosca con l'intenzione di eliminare i boiardi ed i consiglieri stranieri, responsabili ai loro occhi, di tutte le loro disgrazie. I ribelli, circa 4000, avevano in programma di installare sul trono la reggente Sofia o, se si fosse rifiutata, l'antico ministro e suo ex amante Vasilij Golicyn, al momento, in esilio. Lo zar Pietro I di Russia era allora lontano da Mosca, in viaggio diplomatico (Grande Ambasciata) attraverso l'Europa. Nonostante la lontananza, riuscì ad ordinare a quattro reggimenti (Preobraženskij, Semënovskij, Lefort e Gordon,  2 300 uomini in totale) e ad un'unità di Cavalleria aristocratica comandate dal generalissimo Aleksej Šein e dal generale Gordon di avanzare e di attaccare per primi. Il 18 giugno, gli strelizzi furono sconfitti, non lontano dal monastero della Nuova Gerusalemme (Novoierusalimskij, Новоиерусалимский), o della Resurrezione, (Voskresenskij, Воскресенский), vicino all'attuale città di Istra, 56 km ad ovest di Mosca.

## La repressione
Una prima inchiesta portò all'esecuzione di 57 strelizzi. Gli altri furono esiliati. Al suo ritorno dall'estero, il 25 agosto 1698, lo zar Pietro ordinò una seconda inchiesta. Tra il settembre 1698 ed il febbraio 1699, 1 182 strelizzi furono giustiziati, 601 subirono il supplizio dello knut o del batog e poi furono marchiati a fuoco, oppure, i più giovani tra di loro, deportati in esilio. L'inchiesta e le esecuzioni si prolungarono fino al 1707. I reggimenti di Mosca, che pure non avevano partecipato alla rivolta, furono in seguito sciolti. Gli strelizzi sopravvissuti e le loro famiglie furono forzati a lasciare Mosca.